# Kap Badur
Das Kap Badur (indonesisch Tanjung Badur) ist ein Kap an der Westküste der Insel Java. Zusammen mit dem östlich gelegenen Kap Lesung (Tanjung Lesung) bildet es die Nordspitze der Halbinsel Tanjungjaya im Nordwesten des Distrikts Panimbang (Regierungsbezirk Pandeglang, Provinz Banten), die markant in die Sundastraße hineinragt. Auf dem Kap Badur befindet sich der nach dem Kap Lesung benannte Touristenstrand Pantai Tanjung Lesung.
Am 22. Dezember 2018 wurde das Kap Badur durch einen Tsunami getroffen, der durch den Ausbruch des Krakataus und einem Unterwassererdrutsch ausgelöst wurde. Dadurch wurden die Touristeneinrichtungen zerstört, zahlreiche Menschen kamen ums Leben oder wurden verletzt.